# Conopophaga snethlageae
El jejenero de Snethlage (Conopophaga snethlageae) es una especie de ave paseriforme, de la familia Conopophagidae perteneciente al género Conopophaga. Hasta recientemente (2022) era considerada una subespecie de Conopophaga aurita. Es endémica del centro de la cuenca del Amazonas en Brasil. 

## Distribución
Se distribuye por la cuenca amazónica al sur del río Amazonas, en el interfluvio desde el río Tapajós hacia el este hasta el río Tocantins.
Esta especie es considerada poco común en su hábitat natural: las selvas húmedas, más frecuentemente en selva de terra firme alta, bien drenada, con un denso crecimiento de plantas del sotobosque; parece evitar, o no se siente atraída, por enmarañados más densos. Generalmente no ocurre en regiones con mucho bambú. Hasta los 700 m de altitud, localmente en la Serra dos Carajás.

## Sistemática

### Descripción original
La especie C. snethlageae fue descrita por primera vez por el ornitólogo alemán Hans von Berlepsch en 1912 bajo el mismo nombre científico; la localidad tipo es: «Tucumare, Río Jamauchim, Brasil».

### Etimología
El nombre genérico femenino «Conopophaga» se compone de las palabras del griego «κωνωψ kōnōps, κωνωπος kōnōpos» que significa ‘jején’, y «φαγος phagos» que significa ‘comer’; y el nombre de la especie «snethlageae», conmemora a la ornitóloga germano - brasileña Henriette Mathilde Maria Elisabeth Emilie Snethlage (1868-1929).

### Taxonomía
La presente especie (incluyendo pallida) era tratada como una subespecie del jejenero orejudo (Conopophaga aurita), pero actualmente se la considera una especie separada con base principalmente en significativas diferencias vocales y algunas diferencias morfológicas, lo que fue seguido por las principales clasificaciones.
Las principales diferencias apuntadas para justificar la separación son: el pecho negro (con estrechos bordes inferiores color castaño descolorido) y no todo castaño; el pico aparentemente menor, pero el muestreo está incompleto; el canto trinado es mucho más lento, casi la mitad de la velocidad, y con notas más largas, y sin notas iniciales ascendentes. La subespecie pallida puede ser inválida, representando meramente el extremo de un cline.

### Subespecies
Según las clasificaciones del Congreso Ornitológico Internacional y Clements Checklist/eBird se reconocen dos subespecies, con su correspondiente distribución geográfica:
- Conopophaga snethlageae snethlageae Berlepsch, 1912 – Brasil al sur del río Amazonas, desde ambas márgenes del bajo río Tapajós y margen oriental del río Teles Pires hacia el este hasta el centro de Pará; no se conoce que ocurra en áreas al oeste hacia el río Madeira.
- Conopophaga snethlageae pallida Snethlage, 1914 – centro de Pará hacia el este hasta la margen occidental del río Tocantins.